# Territorialstraße

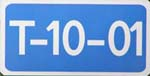
Beispiel der Beschilderung einer Territorialstraße

Territorialstraße (ukrainisch Територіальні автомобільні дороги/ Terytorialni awtomobilni dorohy) ist die Bezeichnung von regionalen Straßen in der Ukraine, vergleichbar deutschen Landesstraßen.
Die Territorialstraßen in der Ukraine verbinden kleine Städte innerhalb der Rajone mit den Rajonzentren, die Rajonzentren untereinander und diese mit den Städten von regionaler Bedeutung und den Oblastzentren. Zudem stellen sie die Verbindung zwischen den Fernstraßen und die Verbindung zu den Flughäfen, See- und Binnenhäfen sowie Eisenbahnknoten und anderen wichtigen Objekten her, zu denen keine Fernstraßen führen.
Die Gesamtlänge der Territorialstraßen beträgt 26.900 km und stellt 15,8 % des gesamten Straßennetzes der Ukraine dar.
Territorialstraßen sind in der Ukraine mit dem Buchstaben »T« gekennzeichnet.